# Kamienica przy ulicy Ariańskiej 13 w Krakowie
Kamienica przy ulicy Ariańskiej 13 – zabytkowa kamienica znajdująca się w Krakowie, w dzielnicy II przy ulicy Ariańskiej, na Wesołej.
Kamienica została wzniesiona w 1899 roku, według projektu architekta Leopolda Tlachny. W 1933 roku budynek został nadbudowany o trzecie piętro.
Kamienica została wpisana do gminnej ewidencji zabytków. Znajduje się na obszarze Wesołej, której układ urbanistyczny został wpisany 16 lutego 1984 do rejestru zabytków.